# Anglure
Anglure é uma comuna francesa na região administrativa de Grande Leste, no departamento de Marne. Estende-se por uma área de 8,05 km². Em 2010 a comuna tinha 868 habitantes (densidade: 107,8 hab./km²).